# Zombie Apocalypse
Zombie Apocalypse è uno sparatutto sviluppato da Nihilistic Software e pubblicato da Konami. Il gioco è stato pubblicato su Xbox Live il 23 settembre 2009 e su PlayStation Network il 24 settembre 2009.

## Modalità di gioco
Il giocatore controlla uno dei 4 personaggi attraverso 55 livelli, stabiliti in 7 settori. Il giocatore ottiene punti uccidendo zombie e salvando sopravvissuti. Si può ottenere più punti uccidendo gli zombie con armi più potenti o utilizzando l'ambiente circostante. Ogni 5 uccisioni consecutive il giocatore ottiene un moltiplicatore di punteggio, che si azzera dopo che si viene uccisi. Ciascuna modalità di gioco può essere giocata da solo o in multiplayer. Ci sono in tutto 12 trofei o obbiettivi sbloccabili, e le modalità extra si sbloccano attraverso il gioco.

## Modalità
- Storia: si guida un personaggio attraverso 55 livelli, affrontando orde di zombie sempre più potenti.
- Solo motosega: una modalità dove possiamo usare solo la motosega.
- Blackout: lo scenario è completamente al buio e vediamo solo la luce intorno al personaggio.
- Sette giorni d'inferno: una modalità composta solo da 7 livelli, dove gli zombie diventano più numerosi e più forti.
- Tutte le armi: possiamo usare tutte le armi del gioco anche dal primo livello.

## Sviluppo
Nihilistic Software ha cercato di fare un puro sparatutto arcade, simile a Robotron 2084 ed altri. L'ispirazione per ambienti e personaggi è venuta grazie anche ad alcuni film, tra cui La notte dei morti viventi e Il ritorno dei morti viventi.

## Accoglienza
Su Metacritic, ha ricevuto un punteggio complessivo di 61% riguardo a PlayStation 3 e 66% riguardo a Xbox 360. IGN ha dichiarato "Zombie Apocalypse è irrilevante". Destructoid ha elogiato il fatto che ci siano tanti tipi di zombie, e sarà possibile vederne di nuovi fino al venticinquesimo livello. 1UP ha inoltre criticato la ripetizione, così come il livello di difficoltà, dicendo che Zombie Apocalypse, dopo un po', diventa noioso e frustrante.